# Phagwara
Phagwara is een nagar panchayat (plaats) in het district Kapurthala van de Indiase staat Punjab. 

## Demografie
Volgens de Indiase volkstelling van 2001 wonen er 95.626 mensen in Phagwara, waarvan 54% mannelijk en 46% vrouwelijk is. De plaats heeft een alfabetiseringsgraad van 77%. 